# Амирхан-Султан (уцмий)
Амирхан-Султан — уцмий Кайтага, военно-политический деятель в истории Дагестана XVII века. Сын уцмия Амир-Хамзы, внук Хан-Мухаммада.

## Детство
Дядя Амирхан-Султана Рустам-хан пришёл к власти в Кайтаге, убив своего старшего брата Амир-Хамзу, отца Амирхан-Султана. Когда Рустам-хан убил его, Амирхан-Султану удалось бежать в Иран. Там он стал сторонником шаха и принял второе имя — Аббас Кули-хан. Спустя 30 лет после бегства из Кайтага, иранские власти и решили реализовать через него свои планы относительно уцмийства. Он был не против использовать возможность реванша и отомстить дяде за смерть своего отца.

## Междоусобная война в Кайтаге и приход к власти
К сороковым годам уцмийский род разделился на две линии. Старшая из них находилась в Маджалисе, младшая — в Янгикенте. «Из этих двух линий старшие и способнейшие в роде поочерёдно получали достоинство уцмия». Кто становился уцмием, тот должен был со своей семьей выезжать и поселяться в селении Башлы, где и выполнял функции управления. Рустам-хан принадлежал к янгикенской ветви.
В начале 1640-х годов между родами разразилась крупная междоусобная война. Янгикентские напали на Маджалис и полностью истребили другую линию, за кроме малолетнего Гусейн-хана, спасённого его молочным братом.
Иран воспользовался междоусобицей в Кайтаге, чтобы сместить с престола неугодного им уцмия Рустам-хана, который стал больше ориентироваться на Россию и Турцию. Шахская власть выдвинула Амирхан-Султана.

В 1645 году Амирхан-Султан с помощью войск шаха Аббаса II вторгся в уцмийство, установив свою власть в Нижнем Кайтаге, Рустам-хан в Верхнем Кайтаге. Спустя год было заключено мирное соглашение, согласно которому уцмийство делилось на две части:
«Прежний уцмий с новым уцмием помирился на том, что ему, Рустам-хану, жить в Кара-Курешах, и Аббас-Кули-хану (т. е. Амир-хану) житии в сайдаках».
Оба соперника помирились «на том, что его, прежнего уцмея, не изгонять, а жить ему в Кара-Куречах, и нового уцмея, Амирхан-Солтановых людей ему, прежнему уцмею, не побивать».
После 1646 года источники не упоминают Рустам-хана, уцмием полноценно становится Амирхан-Султан.

## Внешняя политика
В 1651 году шах Аббас II организовал поход своих войск на Сунженский городок. К иранцам примкнули 500 человек из Шемахи, 300 человек из Дербента, отряды Амирхан-Султана, шамхала Сурхая и Казаналпа. Их поддержали улусы ногаев Чебан-мурзы и Шатемир-мурзы.
В этом походе уцмий понёс значительные потери. После него больше не упоминается и Ахмат-хан, который был наследником уцмия.

## Антииранское восстание 1659—1660 годов
Причиной восстания в Дагестане была политика Аббаса II, направленная на абсолютное подчинение региона, для чего шах решил основать в Дагестане ряд крепостей. В них он планировал поселить по 6000 воинов. Но ни шамхал, ни Казаналп не приняли эту идею.
Планы шаха усилили желание местных владетелей получить покровительство России. В эти годы шамхал Сурхай, Казаналп Эндиреевский, Ахмедхан Дженгутаевский, Умархан Кафир-кумухский, владетель Буйнака Будай-бек присягнули Москве.

Аббас II попытался насильно установить своё господство. Это вызвало подъём антииранских настроений в Дагестане, особенно Кайтаге, Табасаране и кумыкских владениях. В 1659—1660 годах в Дагестане произошло антииранское восстание, в котором приняло участие более 30 тысяч человек. По количеству участников и остроте событий это восстание не имело равных в истории антииранского движения на Кавказе в этот период.
«владетель Кайтака и Улуг, сын Рустема, прежнего усмия... соединившись с группой злоумышленников из этого племени, совершили ряд проступков и действий [против Ирана]».
Во время восстания Амирхан-Султан либо погиб в одном из сражений, либо умер другим путем. Мохаммад Казвини правителем Кайтага и руководителем восстания называет Улуга.